# Совка Коепскова
Совка Коепскова (лат. Megascops koepckeae) — вид птиц рода Megascops семейства совиных.

## Классификация
Совка Коепскова первоначально была описана как подвид южноамериканской совки. Выделяют 2 подвида: номинативный M. k. koepckeae и М. к. hockingi. Видовое название дано в честь немецкого орнитолога Марии Кёпке (1924—1971).

## Описание
Длина совки Коепскова около 24 см. Номинативный подвид имеет беловато-серый лицевой диск. У него короткие беловатые брови над жёлтыми глазами. Верх от серовато-коричневого до тёмно-коричневого цвета с черноватыми или тёмными прожилками и тёмными полосами. На сложенном крыле видна полоса беловатых пятен. Хвост тёмно-коричневый с узкими охристыми полосами и мелкими крапинками. Низ серовато-белый. Верхняя часть груди имеет бледно-коричневатый оттенок охры. M. k. hockingi похож на номинативный подвид, но более серый, а отметины на нижней части тела менее заметны.

## Распространение и среда обитания
Совка Коепскова встречается только в Перу. Номинативный подвид имеет разрозненный ареал, включающий Ламбаеке, Кахамарка и Ла-Либертад, долину реки Уткубамба и небольшие районы регионов Анкаш и Лима. М. k. hockingi встречается южнее, нерегулярно от региона Хунин до регионов Уанкавелика, Аякучо и Апуримак. Два подвида совки Коепскова обитают в разных ландшафтах. Номинативный подвид встречается в вечнозелёных лесах на высоте от 1840 до 4500 м, в то время как М. к. hockingi населяет сухие леса и кустарники в межгорных долинах. Этот подвид встречается на высоте от 1400 до 3400 над уровнем моря, но обычно ниже 2000 м.

## Образ жизни
Совка Коепскова ведет ночной образ жизни. Рацион недостаточно изучен, но, по-видимому, состоит в основном из насекомых и может включать мелких позвоночных. Фенология размножения совки Коепскова также практически не задокументирована. На юге центральной части Перу размножается в феврале и марте.